# In the Mood
In the Mood是美国的乐团领队格伦·米勒於1939年所作，是当时的大乐团时代最热銷的一首曲子。它曾在1940年高居榜首长达13周之久，并且在被用在电影Sun Valley Serenade中。
在1983年时，被入选进入格莱美名人堂。1999年，美国全国公共广播电台将Glenn Miller於1939年录制在RCA Bluebird唱片的版本列入 "100首20世纪美国最重要的音乐作品"的歌单。随后在2004年, 录制在RCA Victor唱片上的版本被列入都是由“在文化，历史，或是美学上有重大意义的”录音所组成的美国国会图书馆国家录音登记处音库中。

## 作曲
当时很流行的一连串重复琶音的萨克斯分部主题有节奏地呈现出来；小号和长号也随即增加强调突出的反复音节，组成了具有特色的开头。整个编曲有两个独奏部分；在最有名的版本中，一段是Tex Beneke和Al Klink交替表演的次中音萨克斯風；另一段则是由Clyde Hurley演奏的16小节小号独奏。 另外，整个编曲最有特点、最出名的，就是它的结尾部分： 三段重复相似的部分，绵绵流长地不断给人结束的错觉。最后是以不断攀升的同部演奏加上鼓边的敲击，将最终的演奏推向高潮。
由Joe Garland、Glenn Miller、Eddie Durham和Chummy MacGregor共同演奏的录音版本，可以说是真正意义上的“以耳听记忆演奏”。

## 流行文化
1985年，歌手林子祥改編此音樂成歌曲「誘惑」，收錄其專輯《誘惑》內。
1992年啟播的港台節目《瘋show快活人》，節目主持人梁繼璋選擇此曲作為節目開場音樂沿用至今。
2020年此曲成為生力清啤主題曲。